# Oscarverleihung 1979
Übersicht aller ausgezeichneten Filme

◄◄ | ◄ | 1975 | 1976 | 1977 | 1978 | Oscarverleihung 1979 | 1980 | 1981 | 1982 | 1983 | ► | ►►

Weitere Ereignisse
Die Oscarverleihung 1979 fand am 9. April 1979 im Dorothy Chandler Pavilion in Los Angeles statt. Es waren die 51st Annual Academy Awards. Im Jahr der Auszeichnung werden immer Filme des vergangenen Jahres ausgezeichnet, in diesem Fall also die Filme des Jahres 1978.

## Moderation
Johnny Carson führte zum ersten Mal als Moderator durch die Oscarverleihung. 

## Gewinner und Nominierungen
| Film                             | N | A |
| -------------------------------- | - | - |
| Die durch die Hölle gehen        | 9 | 5 |
| Der Himmel soll warten           | 9 | 1 |
| Coming Home – Sie kehren heim    | 8 | 3 |
| 12 Uhr nachts – Midnight Express | 6 | 2 |
| Innenleben                       | 5 | 0 |
| In der Glut des Südens           | 4 | 1 |
| Nächstes Jahr, selbe Zeit        | 4 | 0 |
| The Wiz – Das zauberhafte Land   | 4 | 0 |
| The Boys from Brazil             | 3 | 0 |
| Die Buddy Holly Story            | 3 | 1 |
| Eine entheiratete Frau           | 3 | 0 |
| Superman                         | 3 | 0 |
| Das verrückte California-Hotel   | 3 | 1 |
| Herbstsonate                     | 2 | 0 |

### Bester Film
präsentiert von John Wayne
Die durch die Hölle gehen (The Deer Hunter) – Michael Cimino, Michael Deeley, John Peverall, Barry Spikings
Coming Home – Sie kehren heim (Coming Home) – Jerome Hellman
Eine entheiratete Frau (An Unmarried Woman) – Paul Mazursky, Anthony Ray
Der Himmel soll warten (Heaven Can Wait) – Warren Beatty
12 Uhr nachts – Midnight Express (Midnight Express) – Alan Marshall, David Puttnam

### Beste Regie
präsentiert von Francis Ford Coppola und Ali MacGraw
Michael Cimino – Die durch die Hölle gehen (The Deer Hunter)
Woody Allen – Innenleben (Interiors)
Hal Ashby – Coming Home – Sie kehren heim (Coming Home)
Warren Beatty, Buck Henry – Der Himmel soll warten (Heaven Can Wait)
Alan Parker – 12 Uhr nachts – Midnight Express (Midnight Express)

### Bester Hauptdarsteller
präsentiert von Ginger Rogers und Diana Ross
Jon Voight – Coming Home – Sie kehren heim (Coming Home)
Warren Beatty – Der Himmel soll warten (Heaven Can Wait)
Gary Busey – Die Buddy Holly Story (The Buddy Holly Story)
Robert De Niro – Die durch die Hölle gehen (The Deer Hunter)
Laurence Olivier – The Boys from Brazil

### Beste Hauptdarstellerin
präsentiert von Richard Dreyfuss und Shirley MacLaine
Jane Fonda – Coming Home – Sie kehren heim (Coming Home)
Ingrid Bergman – Herbstsonate (Höstsonaten)
Ellen Burstyn – Nächstes Jahr, selbe Zeit (Same Time, Next Year)
Jill Clayburgh – Eine entheiratete Frau (An Unmarried Woman)
Geraldine Page – Innenleben (Interiors)

### Bester Nebendarsteller
präsentiert von Dyan Cannon und Telly Savalas
Christopher Walken – Die durch die Hölle gehen (The Deer Hunter)
Bruce Dern – Coming Home – Sie kehren heim (Coming Home)
Richard Farnsworth – Eine Farm in Montana (Comes a Horseman)
John Hurt – 12 Uhr nachts – Midnight Express (Midnight Express)
Jack Warden – Der Himmel soll warten (Heaven Can Wait)

### Beste Nebendarstellerin
präsentiert von George Burns und Brooke Shields
Maggie Smith – Das verrückte California-Hotel (California Suite)
Dyan Cannon – Der Himmel soll warten (Heaven Can Wait)
Penelope Milford – Coming Home – Sie kehren heim (Coming Home)
Maureen Stapleton – Innenleben (Interiors)
Meryl Streep – Die durch die Hölle gehen (The Deer Hunter)

### Bestes Originaldrehbuch
präsentiert von Lauren Bacall und Jon Voight
Nancy Dowd, Robert C. Jones, Waldo Salt – Coming Home – Sie kehren heim (Coming Home)
Woody Allen – Innenleben (Interiors)
Ingmar Bergman – Herbstsonate (Höstsonaten)
Michael Cimino, Louis Garfinkle, Quinn K. Redeker, Deric Washburn – Die durch die Hölle gehen (The Deer Hunter)
Paul Mazursky – Eine entheiratete Frau (An Unmarried Woman)

### Bestes adaptiertes Drehbuch
präsentiert von Lauren Bacall und Jon Voight
Oliver Stone – 12 Uhr nachts – Midnight Express (Midnight Express)
Warren Beatty, Elaine May – Der Himmel soll warten (Heaven Can Wait)
Walter Newman – Heißes Blut (Bloodbrothers)
Neil Simon – Das verrückte California-Hotel (California Suite)
Bernard Slade – Nächstes Jahr, selbe Zeit (Same Time, Next Year)

### Beste Kamera
präsentiert von James Coburn und Kim Novak
Néstor Almendros – In der Glut des Südens (Days of Heaven)
William A. Fraker – Der Himmel soll warten (Heaven Can Wait)
Oswald Morris – The Wiz – Das zauberhafte Land (The Wiz)
Robert Surtees – Nächstes Jahr, selbe Zeit (Same Time, Next Year)
Vilmos Zsigmond – Die durch die Hölle gehen (The Deer Hunter)

### Bestes Szenenbild
präsentiert von Shirley Jones und Ricky Schroder
George Gaines, Edwin O’Donovan, Paul Sylbert – Der Himmel soll warten (Heaven Can Wait)
Mel Bourne, Daniel Robert – Innenleben (Interiors)
Albert Brenner, Marvin March – Das verrückte California-Hotel (California Suite)
Robert Drumheller, Philip Rosenberg, Edward Stewart, Tony Walton – The Wiz – Das zauberhafte Land (The Wiz)
Angelo P. Graham, George R. Nelson, Dean Tavoularis – Das große Dings bei Brinks (The Brink's Job)

### Bestes Kostümdesign
präsentiert von Ray Bolger und Jack Haley
Anthony Powell – Tod auf dem Nil (Death on the Nile)
Renié Conley – Der Herr der Karawane (Caravans)
Patricia Norris – In der Glut des Südens (Days of Heaven)
Tony Walton – The Wiz – Das zauberhafte Land (The Wiz)
Paul Zastupnevich – Der tödliche Schwarm (The Swarm)

### Beste Filmmusik (Original Score)
präsentiert von Dean Martin und Raquel Welch
Giorgio Moroder – 12 Uhr nachts – Midnight Express (Midnight Express)
Jerry Goldsmith – The Boys from Brazil
Dave Grusin – Der Himmel soll warten (Heaven Can Wait)
Ennio Morricone – In der Glut des Südens (Days of Heaven)
John Williams – Superman

### Beste Filmmusik (Original Song Score)
präsentiert von Dean Martin und Raquel Welch
Joe Renzetti – Die Buddy Holly Story (The Buddy Holly Story)
Quincy Jones – The Wiz – Das zauberhafte Land (The Wiz)
Jerry Wexler – Pretty Baby

### Bester Song
präsentiert von Dean Martin und Raquel Welch
„Last Dance“ aus Gottseidank, es ist Freitag (Thank God It's Friday) – Paul Jabara
„Hopelessly Devoted to You“ aus Grease – John Farrar
„The Last Time I Felt Like This“ aus Nächstes Jahr, selbe Zeit (Same Time, Next Year) – Alan Bergman, Marilyn Bergman, Marvin Hamlisch
„Ready to Take a Chance Again“ aus Eine ganz krumme Tour (Foul Play) – Charles Fox, Norman Gimbel
„When You’re Loved“ aus Unsere Lassie (The Magic of Lassie) – Richard M. Sherman, Robert B. Sherman

### Bester Schnitt
präsentiert von Dom DeLuise und Valerie Perrine
Peter Zinner – Die durch die Hölle gehen (The Deer Hunter)
Stuart Baird – Superman
Gerry Hambling – 12 Uhr nachts – Midnight Express (Midnight Express)
Robert Swink – The Boys from Brazil
Don Zimmerman – Coming Home – Sie kehren heim (Coming Home)

### Bester Ton
präsentiert von Margot Kidder und Christopher Reeve
C. Darin Knight, William McCaughey, Richard Portman, Aaron Rochin – Die durch die Hölle gehen (The Deer Hunter)
Willie D. Burton, Joel Fein, Tex Rudloff, Curly Thirlwell – Die Buddy Holly Story (The Buddy Holly Story)
Roy Charman, Graham V. Hartstone, Nicolas Le Messurier, Gordon K. McCallum – Superman
Robert J. Glass, Robert Knudson, Don MacDougall, Jack Solomon – Um Kopf und Kragen (Hooper)
Robert W. Glass junior, John T. Reitz, Barry Thomas, John Wilkinson – In der Glut des Südens (Days of Heaven)

### Bester animierter Kurzfilm
präsentiert von Robby Benson und Carol Lynley
Special Delivery – Eunice Macaulay, John Weldon
Oh My Darling – Nico Crama
Rip Van Winkle – Will Vinton

### Bester Kurzfilm
präsentiert von Robby Benson und Carol Lynley
Teenage Father – Taylor Hackford
A Different Approach – Jim Belcher, Fern Field
Mandy’s Grandmother – Andrew Sugerman
Strange Fruit – Seth Pinsker

### Bester Dokumentarfilm (Kurzfilm)
präsentiert von Mia Farrow und David L. Wolper
The Flight of the Gossamer Condor – Ben Shedd, Jacqueline M. Phillips Shedd
The Divided Trail: A Native American Odyssey – Jerry Aronson
An Encounter with Faces – K. K. Kapil
Goodnight Miss Ann – August Cinquegrana
Squires of San Quentin – J. Gary Mitchell

### Bester Dokumentarfilm
präsentiert von Mia Farrow und David L. Wolper
Scared Straight! – Arnold Shapiro
Bode Saba – Wind der Wüste (Le vent des amoureux) – Albert Lamorisse
Mit Baby und Banner (With Babies and Banners: Story of the Women’s Emergency Brigade) – Anne Bohlen, Lyn Goldfarb, Lorraine Gray
Mysterious Castles of Clay – Alan Root
Raoni – Jean-Pierre Dutilleux, Michel Gast, Barry Hugh Williams

### Bester fremdsprachiger Film
präsentiert von Yul Brynner und Natalie Wood
Frau zu verschenken (Préparez vos mouchoirs), Frankreich – Bertrand Blier
Die gläserne Zelle, Deutschland – Hans W. Geißendörfer
Die Ungarn (Magyarok), Ungarn – Zoltán Fábri
Viva Italia (I nuovi mostri), Italien – Mario Monicelli, Dino Risi, Ettore Scola
Weißer Bim Schwarzohr (Bely Bim Tschornoje ucho), Sowjetunion – Stanislaw Iossifowitsch Rostozki

## Ehrenpreise

### Ehrenoscar
- Walter Lantz
- Laurence Olivier
- King Vidor
- Museum of Modern Art, Dept. of Film

### Special Achievement Award
- Les Bowie, Colin Chilvers, Denys N. Coop, Roy Field, Derek Meddings, Zoran Perisic für die visuellen Effekte in Superman

### Jean Hersholt Humanitarian Award
- Leo Jaffe

### John A. Bonner Medal of Commendation
- Linwood G. Dunn, Loren L. Ryder, Waldon O. Watson

### Academy Award of Merit
- Eastman Kodak Co.
- Stefan Kudelski
- Panavision, Inc.

### Scientific and Engineering Award
- Ray Dolby, Ioan Allen, David P. Robinson, Stephen Katz, Philip S. J. Boole

### Technical Achievement Award
- Karl Macher, Glenn M. Berggren
- David J. Degenkolb, Arthur L. Forde, Fred Scobey
- Kiichi Sekiguchi
- Leonard T. Chapman
- James L. Fisher
- Robert Stindt